# Большая Майнцская Библия

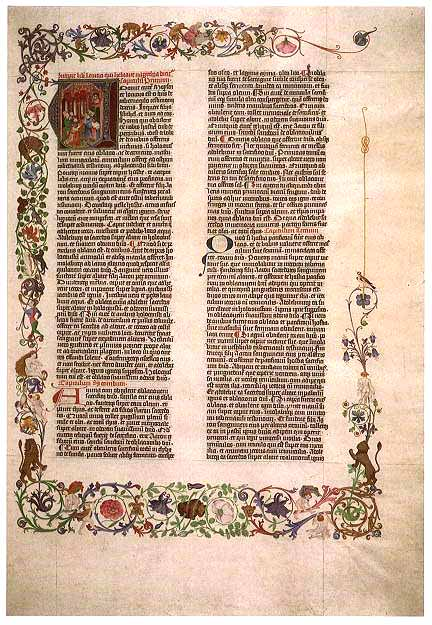
Страница рукописи

Большая Майнцская Библия (нем. Mainzer Riesenbibel, часто используется лат. Biblia Latina; библиографический шифр Library of Congress, Lessing J. Rosenwald Collection, Ms. no. 28) — иллюминированный манускрипт Вульгаты середины XV века, один из последних большеформатных рукописных библейских сводов, созданных до изобретения книгопечатания. Существует версия, что его оформление и тип текста сильнейшим образом повлияли на дизайн и облик Библии Гутенберга.

## Описание
Рукопись выполнена на пергаменте высшего качества. Листы переплетены в два тома по 244 и 214 листов форматом 576 × 405 мм. Текст переписан в две колонки по 60 строк, судя по почерку — единственным писцом. В колофоне работа точно датирована: переписывание началось 4 апреля 1452 и завершилось 9 июля 1453 года. Широкие поля богато орнаментированы, в оформлении приняли участие несколько человек. По неизвестным причинам, оформление не было доведено до конца. Богато орнаментированные рамки обрамляют только первые пять страниц рукописи. Переплёт оригинальный из свиной кожи, без украшений. Место изготовления неизвестно, но по косвенным данным и стилю оформления — это регион Нижнего Рейна. Текстологического исследования не проводилось, но считается, что текст Вульгаты стандартный для Германии того периода.
Рукопись сохранилась в очень хорошем состоянии и, по-видимому, никогда не использовалась в богослужебной практике. На страницах нет следов от пальцев, а обрамление полей почти не пострадало. Документированная её история начинается с 1566 года, когда её поместил в библиотеку Майнцского собора Генрих фон Штокхайм. В 1631 году рукопись была захвачена в качестве трофея шведским королём Густавом Адольфом II и передарена его приближённому Бернхарду Саксен-Веймарскому. Она сохранялась в библиотеке его семьи до 1951 года, когда была продана американскому коллекционеру Лессингу Розенвальду, который передал её в 1952 году Библиотеке Конгресса.